# La Selve (Aisne)
La Selve település Franciaországban, Aisne megyében. Lakosainak száma 198 fő (2022. január 1.). La Selve Lappion, Nizy-le-Comte és Sissonne községekkel határos.

## Népesség
A település népességének változása:
| Lakosok száma | 212  | 179  | 186  | 201  | 203  | 223  | 217  | 210  | 206  | 198  |
|               | 1968 | 1982 | 1990 | 2006 | 2011 | 2016 | 2017 | 2019 | 2020 | 2022 |